# Eukoenenia spelaea
Espèce
Synonymes
- Koenenia spelaea Peyerimhoff, 1902
- Koenenia vagvoelgyii Szalay, 1956
- Eukoenenia spelaea gineti Condé, 1972

Eukoenenia spelaea est une espèce de palpigrades de la famille des Eukoeneniidae.

## Distribution
Cette espèce se rencontre dans des grottes en France, en Italie, en Autriche, en Slovaquie, en Hongrie, en Slovénie et en Croatie,.

## Description
La femelle holotype mesure 2,2 mm.

## Liste des sous-espèces
Selon Palpigrades of the World (version 1.0) :
- Eukoenenia spelaea hauseri Condé, 1974 d'Italie, de Slovénie et de Croatie
- Eukoenenia spelaea spelaea (Peyerimhoff, 1902) de France et d'Autriche
- Eukoenenia spelaea strouhali Condé, 1972 d'Autriche
- Eukoenenia spelaea vagvoelgyii (Szalay, 1956) d'Autriche et de Hongrie

## Publications originales
- Peyerimhoff, 1902 : Découverte en France du genre Koenenia (Arachn. Palpigradi). Bulletin de la Société entomologique de France, vol. 1902, p. 280-283 (texte intégral).
- Szalay, 1956 : Der erste Fund von Palpigraden in Ungarn. Annales Historico-Naturales Musei Nationalis Hungarici, series nova, vol. 7, p. 439—442.
- Condé, 1972 : Les Palpigrades cavernicoles d'Autriche. Revue Suisse de Zoologie, vol. 79, p. 147–158 (texte intégral).
- Condé, 1974 : Eukoenenia remyi n. sp., Palpigrade cavernicole d'Herzégovine. Annales de spéléologie, vol. 29, no 1, p. 53-56.